# Wantuir
Wantuir de Oliveira Tavares (Belo Horizonte, 31 de março de 1957) é um intérprete de samba-enredo brasileiro.
Sua filha, Wictória Tavares, também é cantora, e sempre acompanhou o pai em seus principais passos. Em 2022 e 2023, eles ocuparam juntos o cargo de intérprete principal da Unidos da Tijuca.

## Carreira
Nascido em Belo Horizonte, mudou-se para Duque de Caxias com um ano de idade. foi aonde iniciou sua carreira como cantor de samba enredo no extinto bloco de enredo Acadêmicos de Caxias, mas estando com Dominguinhos do Estácio, que sua carreira de intérprete de samba-enredo começou a decolar, ao acompanhar-ló na Estácio, Imperatriz e Grande Rio, por onde ficou sete anos.
Em 1994, estreou como intérprete oficial da Cubango. No ano seguinte foi convidado a ingressar na Porto da Pedra, tendo, inclusive, sido campeão do Grupo de Acesso A, conduzindo a escola de São Gonçalo ao Grupo Especial. Após três anos entrou para o primeiro time dos intérpretes. Em 1999 foi para a Escola paulistana Vai-Vai, conquistando o bicampeonato pela agremiação do Bixiga. No mesmo ano, foi intérprete da Tradição.
No ano de 2001, Wantuir ingressou na Unidos da Tijuca, permanecendo por dois anos. Em 2003 foi para o Império Serrano. Retornou à Unidos da Tijuca em 2004, onde permaneceu até 2008. Neste período, defendendo a escola tijucana, conquistou o Estandarte de Ouro por duas vezes (em 2005 e 2007). desde 2006, e intérprete das escolas Os Rouxinóis, Campo do Galvão eda Tradição Guamaense, pela qual esteve durante cinco anos.
Contratado a peso de ouro para o carnaval 2009, com influência de Washington Reis, Wantuir está de volta à Grande Rio, desta vez como intérprete principal, e antes do carnaval 2010, liderou junto com outros intérpretes um movimento contra o intérprete Nêgo que supostamente tentava indo aos barracões, conseguir uma vaga como cantor em agremiações do Grupo Especial. após o carnaval 2012, foi noticiado sua saída da Grande Rio, o que no entanto foi negado pelo próprio Wantuir, que continuaria como intérprete oficial da escola de Caxias, fazendo dupla com Emerson Dias. mas devido a outros compromissos, a direção da escola resolveu por outros compromissos, afastar-ló. entretanto Wantuir não ficou de fora do Carnaval Carioca, pois em 2013 defendeu a Inocentes de Belford Roxo, onde fez dupla com Thiago Brito e não renovando com a escola da Baixada. pois em 2014, acertou com a acertou com a Tucuruvi, para ser intérprete oficial dessa escola e pode estar indo para a Portela. sendo oficializado depois da eleição da escola. Inicialmente se especulava que ele formaria um trio de cantores junto com Rixxah e Rogerinho, o que não se confirmou e Wantuir ficou como o único intérprete da agremiação.
Depois do carnaval 2016, onde teve diminuído seu microfone durante o desfile oficial, foi demitido da azul e branca de Madureira, mas não ficou de fora do Carnaval Carioca, pois foi posteriormente contratado pela Paraíso do Tuiuti, que retornava ao Grupo Especial na ocasião. Em 2019, após 10 anos, retornou novamente à Unidos da Tijuca, sendo que a partir de 2022 passou a dividir o comando do carro de som com sua filha Wic Tavares.
Deixou a Unidos da Tijuca após o desfile de 2023. Para o carnaval de 2024, foi anunciado seu retorno à Porto da Pedra após 25 anos. Posteriormente foi contratado pelo Morro da Casa Verde para defender a agremiação no Grupo de Acesso 2, marcando sua volta ao carnaval de São Paulo depois de uma década.

## Títulos e estatísticas
|                  | Campeão                            | Vice                                         | Terceiro            |
| ---------------- | ---------------------------------- | -------------------------------------------- | ------------------- |
| Primeira Divisão | 1999 2005 2006 2007 2016 2017 2019 | 2004 2005 2007 2008 2009 2010 2011 2012 2014 | 2010 2012 2013 2015 |
| Segunda Divisão  | 1995                               | —                                            | —                   |

## Premiações
- Estandarte de Ouro

1. 2003 - Melhor samba-enredo (Tijuca - "Agudás, os que Levaram a África no Coração, e Trouxeram para o Coração da África, o Brasil") [16]
2. 2005 - Melhor intérprete (Unidos da Tijuca) [17][18]
3. 2007 - Melhor intérprete (Unidos da Tijuca) [17][19]

- Estrela do Carnaval

1. 2025 - Melhor intérprete (Porto da Pedra) [20]

- Prêmio 100% Carnaval

1. 2019 - Melhor intérprete (Unidos da Tijuca) [21]
2. 2025 - Melhor intérprete (Porto da Pedra) [22]

- S@mba-Net

1. 2019 - Melhor intérprete (Unidos da Tijuca) [23]
2. 2022 - Melhor Intérprete (Unidos da Tijuca) [24]

- Tamborim de Ouro

1. 2008 - A Voz da Avenida (Unidos da Tijuca) [25]
2. 2009 - A Voz da Avenida (Grande Rio) [26]
3. 2019 - A Voz da Avenida (Unidos da Tijuca) [27]

- Troféu Andarilho do Samba

1. 2008 - Melhor intérprete (Unidos da Tijuca) [28]

- Troféu Band Folia

1. 2025 - Melhor intérprete (Porto da Pedra) [29]

- Troféu Explosão in Samba

1. 2025 - Melhor intérprete (Porto da Pedra) [30]

- Troféu Jorge Lafond

1. 2012 - Personalidade [31]

- Troféu Rádio Manchete

1. 2010 - Melhor intérprete (Grande Rio) [32]

- Troféu Sambario

1. 2025 - Melhor intérprete (Porto da Pedra) [33]

- Troféu Tupi Carnaval Total

1. 2011 - Melhor intérprete (Grande Rio) [34][35]